# Pere Garau (barri)

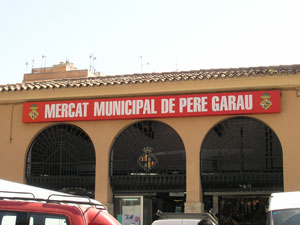
Mercat de Pere Garau

El barri de la Pere Garau és un barri de la ciutat de Mallorca situat al districte de llevant que s'estructura entorn del mercat de Pere Garau. Limita al nord amb el centre per les Avingudes, amb els barris de Foners, la Soledat sud i amb Nou Llevant per la carretera de Manacor, amb la part nord de la Soledat pel carrer dels Reis Catòlics, amb Son Canals pel carrer de Josep Darder Metge i amb el barri de Marquès de la Fontsanta pel carrer d'Aragó. Tot el barri nasqué arran del projecte d'eixamplament de Palma de Bernat Calvet i Girona.
El principal element de referència de la barriada és el mercat de Pere Garau, un dels més populars de la ciutat juntament amb el mercat de l'Olivar. Al seu torn, el barri està vertebrat pel carrer Nuredduna (el qual, passada la plaça Francesc Garcia Orell, pren el nom de Francesc Manuel de los Herreros, i passat el mercat, el d'Arquebisbe Aspàreg). Hi ha la proposta de fer-hi un eix cívic per a vianants, però encara no s'ha duit a terme.
El 2018 tenia 27.881 habitants.